# Oleksandra Matvitxuk
Oleksandra Viatxèslavivna Matvitxuk (en ucraïnès: Олександра В’ячеславівна Матвійчук; transliteració internacional: Oleksandra Vyacheslavivna Matviichuk; Boiarka, òblast de Kíiv, Ucraïna, 8 d'octubre de 1983) és una jurista, defensora dels drets humans i activista de la societat civil ucraïnesa. Dirigeix el Centre per a les Llibertats Civils, una organització ucraïnesa sense ànim de lucre que va rebre el Premi Nobel de la Pau el 2022, i figura entre els activistes més prominents pel que fa a les reformes democràtiques a Ucraïna i a la regió de l'OSCE.

## Biografia
Oleksandra Matvitxuk va estudiar a la Universitat Nacional Taras Xevtxenko de la capital ucraïnesa, on es graduà el 2007. El 2017, esdevingué la primera dona a participar en el Programa de Líders Emergents d'Ucraïna de la Universitat Stanford als Estats Units.
Tot just després de la seva creació el 2007, Matvitxuk va començar a treballar per una organització sense ànim de lucre, el Centre per a les Llibertats Civils, que dirigeix actualment. Uns quants anys després, el 2012, l'advocada es va convertir en membre del Consell Assessor sota el Comissionat de Drets Humans del parlament nacional d'Ucraïna (la Rada Suprema).